# Strigoplus albostriatus
Strigoplus albostriatus là một loài nhện trong họ Thomisidae.
Loài này thuộc chi Strigoplus. Strigoplus albostriatus được Eugène Simon miêu tả năm 1885.